# Edgar Patiño
Edgar Ricardo Patiño Mariño (La Paz, Bolivia; 7 de febrero de 1946-ibídem, 24 de noviembre de 2018), más conocido como Pato Patiño, fue un presentador de televisión, músico, folklorista y radialista boliviano.

## Biografía
Hizo sus estudios primarios y secundarios en su ciudad natal, saliendo bachiller del colegio La Salle. Ingresó al ámbito de la música en la década de 1960 conformando el grupo "Los Caballeros del Folklore". Cabe mencionar que este grupo musical boliviano fue el primero en presentarse en concierto en Japón el año 1973.
En 1979, Edgar Patiño ingreso a trabajar a Radio Metropolitana. Trabajó como guionista en el programa "El Metropolicial" en ese medio de comunicación durante una década desde 1979 hasta 1989.  
En 1987, ingresó a trabajar al programa de entretenimiento "Sabados Populares" junto a Adolfo Paco. Este programa fue uno de los más que más espectadores tuvo durante una década hasta el año 1997. Después de la muerte del periodista y político Carlos Palenque, Edgar Patiño se separaría del programa "Sabados Populares" y crearía su propio programa de entretenimiento "Sábados de la Alegría".
El 24 de noviembre de 2018, Edgar Patiño Mariño, más conocido en el mundo artístico como "Pato Patiño", falleció en la ciudad de La Paz aquejado de un cáncer. Sus restos fueron cremados por su familia.